# امینه (فیلم ۲۰۱۸)
امینه (به انگلیسی: Amina) فیلمی به کارگردانی ایمن زیدان محصول سال ۲۰۱۸ سوریه است.

## داستان
امینه زن بیوه‌ای است که در کنار پسر فلج و ازکارافتاده (که در گذشته عضو ارتش سوریه بوده) و تنها دخترش، با زشتی‌ها، خشونت‌ها و ناملایمات زندگی در حال نبرد است. او در میان جنگ سخت و مرگ‌بارِ کشورش، تنها مانده و برای زنده ماندن خود و خانواده کوچکش در تقلاست.

## جشنواره جهانی فیلم فجر
این فیلم در بخش جلوه‌گاه شرق سی و هفتمین جشنواره جهانی فیلم فجر حضور داشت. این جشنواره از ۲۹ فروردین تا ۶ اردیبهشت ۱۳۹۸ در شهر تهران برگزار شد.